# WinPlay3
WinPlay3 foi o primeiro reprodutor de áudio MP3 em tempo real para PCs com Windows, tanto de 16 bits (Windows 3.1) quanto de 32 bits (Windows 95). Antes disso, o áudio comprimido com MP3 precisava ser descomprimido antes de ser ouvido. Foi lançado pela Fraunhofer IIS, criadora do formato MP3, em 9 de setembro de 1995. A última versão foi lançada em 23 de maio de 1997. Até o lançamento do Winamp em 1997, o WinPlay3 era a única opção para reproduzir música comprimida em MP3 no Microsoft Windows. Ao contrário dos programas de áudio modernos, como Winamp ou iTunes, ele não possuía recursos avançados, como equalizadores ou listas de reprodução como uma opção de menu e se concentrava principalmente na reprodução.
O WinPlay3 permitia a criação manual de listas de reprodução em um arquivo de texto simples listando o caminho do sistema para cada MP3 e salvando o arquivo com uma extensão M3U. O suporte a lista de reprodução m3u tornou-o o primeiro aplicativo reprodutor de mídia amplamente disponível que ofereceu uma experiência de fluxo contínuo bem integrada para o usuário da Internet. Clicar em um vínculo em uma página da web iniciava o WinPlay3, que iniciava um fluxo do mp3 listado no arquivo m3u.